# アプス

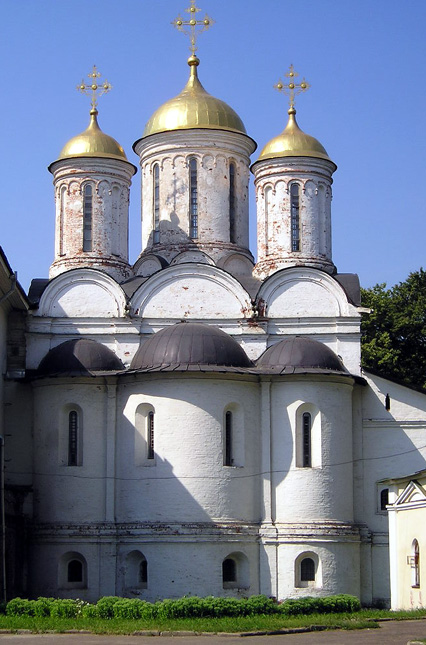
3つのアプスを持つ、救世主修道院大聖堂（16世紀初頭建造、ヤロスラヴリ）

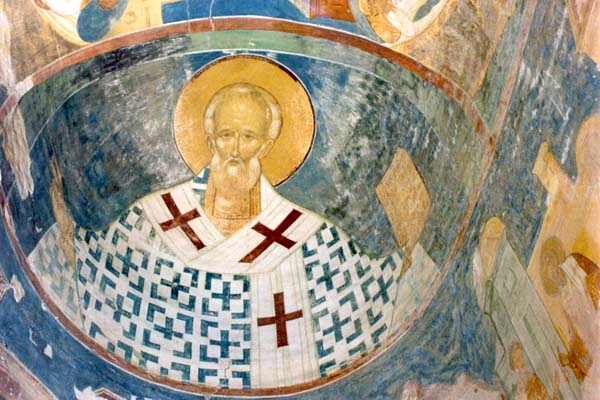
フレスコ画の描かれたアプス内観

アプス (apse)、またはラテン語で absis、または後陣は、壁面に穿たれた半円形、または多角形に窪んだ部分である。
ローマ建築に起源を持ち、宗教建築・世俗建築の双方において見られる。

## 構造
教会建築では、教会堂の内陣の東端に設けられた至聖所の一部として設けられることが多く、一般に教会堂外部に張り出して半ドームを架ける。

## 時代・様式での違い
ロマネスク・ビザンティン・ゴシックなどの様式の教会・カテドラル・修道院に多くみられる。
ローマ建築では、壁面にベンチを備え、談話室や会議室として使用したエクセドラとして、あるいはバシリカでは行政長官の座所として使用された。構造体から半円形に突出することが多いが、簡単なものでは壁に設けられたニッチ状になっている。
初期キリスト教建築の聖堂では、アプスの壁面に階段状のシントロノンを設ける、あるいはアプスの床面を持ち上げてプレスビテリウムや司教座を設けるなどの措置が行われている。また、テンプロンによって（のちの時代になるとイコノスタシスによって）内陣と区切り、内部をモザイクなどで豪華に装飾した。ビザンティン建築の聖堂では、両側にパストフォリア（北側をプロテシス、南側をディアコニコンと呼ぶ）を設けるため、教会堂東側に3連の後陣があるように見える。これは正教の聖堂の伝統的な平面となったため、正教会の影響を受けた聖堂は、おおむねこのような形状を有する。
西ヨーロッパでは、シトー会教会堂で方形のアプスが設けられている。時代が下ると、このアプスと袖廊の間に垂直の仕切りが形成されるようになり、しだいに教会空間内のアプスの重要性は低下、内陣の小礼拝室的な扱いとなっていく。12世紀には、内陣周囲を囲む周歩廊に取り付く小礼拝室（後陣）の集合体であるシュヴェと呼ばれる形式が一般化したが、ゴシック建築ではアプスと内陣の区分がほとんど廃れてしまった。奥行きの深い内陣部の形式が好まれるようになったため、アプスの存在はほとんど意識されない。

## 美術
パナギアがイコンとして描かれることが多い。